# Timesius
Timesius is een geslacht van hooiwagens uit de familie Stygnidae.
De wetenschappelijke naam Timesius is voor het eerst geldig gepubliceerd door Simon in 1879. 

## Soorten
Timesius is monotypisch en omvat slechts de volgende soort:
- Timesius vesicularis